# John Tufton (cricket)
Pour les articles homonymes, voir Tufton.
John Tufton (23 novembre 1773 - 27 mai 1799) est un joueur de cricket anglais et député. Il est membre de la famille aristocratique Tufton, les comtes de Thanet et lié par sa mère à la famille Sackville des ducs de Dorset.
En tant que joueur de cricket, Tufton est connu pour avoir été actif de 1793 à 1798 et est enregistré dans 74 matchs par CricketArchive, dont 48 sont désignés de première classe. Il représente de nombreuses équipes mais est principalement associé au Marylebone Cricket Club, dont il est l'un des premiers membres à Lord's Old Ground. La main au bâton et la vitesse de jeu de Tufton sont inconnues, même s'il est principalement un batteur qui joue occasionnellement, toujours sous les bras. Il marque 1 049 courses de première classe connues avec un score le plus élevé de 61 et est crédité de quatorze guichets de première classe, dont une meilleure performance de quatre en une manche.
Tufton est député d' Appleby, Westmorland de 1796 jusqu'à sa mort, à l'âge de 25 ans, en 1799.

## Famille
Titré l'honorable John Tufton, il appartient à une famille aristocratique qui est importante dans le cricket et d'autres cercles sportifs. Ses parents sont Sackville Tufton (1733-1786), le 8e comte de Thanet, et Mary Sackville (1746-1778), qui est la fille de Lord John Philip Sackville et la sœur de John Sackville (3e duc de Dorset). Sackville et Dorset sont de célèbres mécènes du cricket du Kent. Le frère cadet de Tufton est l'honorable Henry Tufton (1775-1849), plus tard le 11e comte de Thanet, qui est également un joueur de cricket amateur réputé. Si John Tufton avait vécu plus longtemps, il aurait été le 11e comte . Il fait ses études à la Westminster School et au Jesus College de Cambridge .
Il y a une peinture par Joshua Reynolds de John Tufton comme jeune enfant jouant avec son chien .

## Cricket
Le premier record connu de Tufton dans un match de cricket date de ses débuts en première classe, à l'âge de dix-neuf ans, en jouant pour le Marylebone Cricket Club (MCC) contre un Kent XI à Dartford Brent les 27 et 28 juin 1793 .
Tufton connait sa meilleure saison en tant que batteur en 1797 lorsqu'il marque 428 points dont deux demi-siècles . Dans le match entre MCC et un London XI à Lord's Old Ground du 10 au 12 juillet, il marque 48 et 59 pour aider MCC à gagner par 109 points . Son score en carrière le plus élevé connu de 61 est atteint à Itchin Stoke Down lorsque MCC joue contre Hampshire XI du 7 au 10 août.
La meilleure performance de Tufton en tant que quilleur a lieu du 14 au 16 août 1797 lors d'un match à Lord's Old Ground lorsqu'il prend six guichets pour le MCC lors d'un match retour contre le Hampshire XI, dont quatre dans la première manche qui est son retour de manche le plus connu .
Le dernier match de première classe de Tufton a lieu les 16 et 17 août 1798 pour un England XI contre un Surrey XI à Lord's Old Ground,.

## Parlement
Tufton est élu aux élections générales de 1796 en tant que député de l'arrondissement d'Appleby à Westmorland  et occupe le siège jusqu'à sa mort .
Tufton n'a que 25 ans lorsqu'il meurt peu après le début de la saison de cricket anglais de 1799. Les détails de sa mort, notamment le lieu, ne sont pas clairs mais il a peut-être eu la tuberculose.
Il est enterré dans le caveau familial à Rainham Church dans le Kent .